# 張鳳 (明朝尚書)
張鳳（1396年—1461年），字子儀，京師真定府晉州安平縣人。明朝政治人物、进士。

## 生平
宣德二年（1427年），張鳳中进士，授刑部主事。正统三年，升刑部右侍郎。正统六年，改为户部。随后改为南京户部尚书。负责淮河盐运，之后兼管南京粮草储备。因执法严格，号称“板張”。景泰二年，为南京户部尚书，景泰四年，改为南京兵部尚书，參贊軍務。次年，替任去世的戶部尚書金濂。夺门之变后，張鳳回调南京户部尚书，天顺五年二月去世。

## 家族
父亲張益，官至给事中，永乐八年跟从明成祖北征时阵亡。